# Neonitocris thoracica
Neonitocris thoracica là một loài bọ cánh cứng trong họ Cerambycidae.